# Kepler-90g
Kepler-90g es un planeta que orbita a la estrella Kepler-90 en la constelación de in Draco. El planeta es un Neptuno caliente.